# 1292 en santé et médecine
| Années de la santé et de la médecine : 1289 - 1290 - 1291 - 1292 - 1293 - 1294 - 1295    |
| Décennies de la santé et de la médecine : 1260 - 1270 - 1280 - 1290 - 1300 - 1310 - 1320 |

Cet article présente les faits marquants de l'année 1292 en santé et médecine.

## Événements

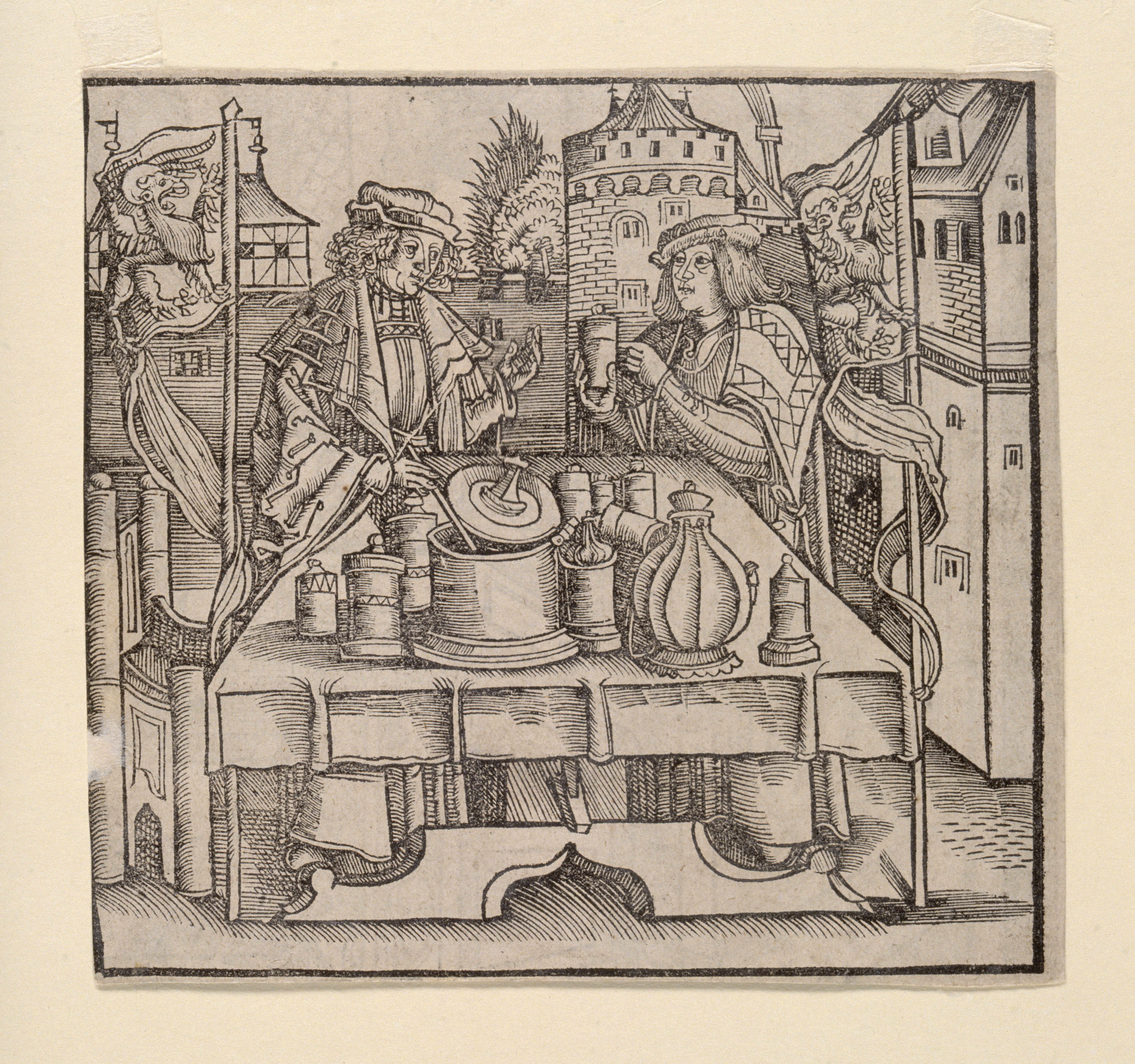
Hieronymus Brunschwig
(1450 en santé et médecine-1512 en santé et médecine)

- Janvier : le roi de France Philippe le Bel ratifie la fondation, à Chartres, par Renaud Barbou, de l'hospice des Six-Vingts, destiné à recevoir cent vingt (« six fois vingt ») aveugles, à l'imitation des Quinze-Vingts fondés à Paris vers 1260 par Saint Louis[1],[2].
- 26 juin : l'hôpital de Sibiu, premier établissement de cette sorte attesté en Transylvanie, est confié aux frères du Saint-Esprit[3].
- À Neufchâteau, en Lorraine, un hôpital appartenant à la commanderie templière est mentionné pour la première fois[4].
- Les « herbiers », dont le Livre des métiers du prévôt de Paris ne disait encore rien en 1268, mais qui ont été distingués des apothicaires par les maîtres en médecine dès 1271, figurent maintenant au registre de la taille[5].
- À Paris, cent quarante-six « barbiers » dont treize femmes, trente-sept « mires[6] », huit « miresses », vingt-huit « épiciers », sept « herbiers » et deux « ventrières » sont inscrits sur le rôle de la taille[7],[8].
- Le chapitre  général des franciscains tenu à Paris « autoris[e] les frères à étudier à la fois le droit et la médecine, là où ce ser[a] « opportun[9] ».
- La faculté de médecine de Paris délivre six licences dans l'année[10].
- 1291 et 1292 : le pape Nicolas IV confirme officiellement la valeur universelle de la licence d'enseignement (licentia ubique locendi) des universités et donc des facultés de médecine de Bologne et de Paris[11].
- Vers 1292 : à Montferrand en Auvergne, « l'ancienne tradition communale de juger les lépreux devient un organe royal sous le nom de « Purge[12]» ».

## Publication
- 1292-1299 : Arnaud de Villeneuve (c.1240-1311) rédige son traité sur la thériaque (Epistola de dosibus tyriacalibus[13]).

## Personnalités
- Fl. Isabiau la Mergesse (c'est-à-dire « la Miresse »), femme médecin juive française, exerçant à Paris, paroisse Sainte-Opportune[14].
- 1287-1292 : Isaac ben Mardochée (en) (fl. 1287-1303) exerce la médecine à la cour du pape Nicolas IV[15].